# Chapelle Saint-Roch de Ham-sur-Heure
La Chapelle Saint-Roch est un édifice religieux catholique du XVIIe siècle situé dans le village d'Ham-sur-Heure dans le Hainaut en Belgique.

## Histoire[1]
La première pierre de la chapelle Saint-Roch d'Ham-sur-Heure fut posée en 1636. L'édifice était destiné à servir d'oratoire aux religieux franciscains récollets qui résidaient à proximité. Une épidémie de peste en 1637 en retarda la finition et ce n'est qu'en 1638 (millésime indiqué sur sa façade) que son gros-œuvre fut terminé. Cet oratoire fut dédié à la Sainte-Vierge, dont le culte était en pleine expansion, à saint François d'Assise, fondateur de l'Ordre religieux, et à saint Roch, déclaré protecteur contre les maladies contagieuses comme la peste. Cette construction subit les influences du style gothique, de la Renaissance et des débuts de l'art baroque. Son autel, couvrant l'intégralité du mur oriental, est témoin du goût de ses concepteurs pour la monumentalité.
Dès 1640 et jusqu'au XXe siècle, la chapelle Saint-Roch fut le siège de plusieurs confréries à caractère religieux dont une dédiée à saint Roch. C'est elle qui, dès 1640, fut à l'origine d'une procession en faveur du saint protecteur et du développement d'un pèlerinage régional.
Bien qu'édifice privé, la chapelle servit au culte public paroissial de façon occasionnelle dès le XVIIIe siècle.
L'expulsion de la communauté religieuse fut l’œuvre des occupants français en 1796. En conséquence, à défaut de propriétaire privé officiel, l'édifice tomba dans le domaine public au cours du XIXe siècle. La confrérie Saint-Roch en assura dès lors l'entretien et entreprit divers travaux d'aménagement, ce qui permit à la chapelle de servir d'église paroissiale lors de la construction des églises Saint-Martin successives en 1822 et 1877. Cette situation devait se renouveler en 2014 à la suite d'un début d'incendie dans l'église.
L'orgue de cette chapelle daterait de 1776. Il serait l'œuvre de I.H. Marchal. Nous n'en avons cependant à l'heure actuelle aucune preuve tangible. Il possède une dizaine de jeux sur un seul clavier, qui se trouve à l'arrière, "suivant la tradition nos régions". Il se trouve aujourd'hui dans un état lamentable, mais un projet existe pour le reconstruire.
A une date inconnue (nous n'en possédons aucune trace connue avant 1860), la chapelle servit de cadre à la procession et marche folklorique Saint-Roch, le dimanche suivant le 15 août de chaque année, la fête officielle du saint tombant le 16 du même mois. Enfin, la bibliothèque paroissiale y installa son siège dans la première moitié du XXe siècle.
Depuis le XVIIe siècle, la chapelle Saint-Roch subit divers aménagements. Les derniers en date, entre 1966 et 1991, la privèrent du badigeon blanc qui couvrait ses murs extérieurs, ainsi que de l'appareillage intérieur en trompe-l’œil imitant la pierre de France et le marbre sur les murs et la brique rouge sur la voûte.

## Classement au patrimoine
Par arrêté royal La chapelle fut classée au patrimoine immobilier de la région wallonne le 11 octobre 1950.